# 옥홀
옥홀(玉笏)은 대한민국 전라남도 순천시 송광면 이읍리에 있는 홀이다. 1974년 9월 24일 전라남도의 유형문화재 제40호로 지정되었다.

## 개요
홀(笏)이란 신하가 관복을 입고 손에 가지는 판(板)이나, 종중이나 집안의 시제나 추모제에서 의식이나 제사의 순서등을 기록하여 진행에 도움을  기구를 말한다. (笏記)
이를 옥(玉)으로 만들었다고 하여 옥홀(玉笏)이라고 부르나  옥으로 만든 홀기는 왕과 왕세자만 사용하는것으로 이는 옥규(玉圭)라고 불리는 별칭이 있어서 옥홀은 고려, 조선, 중국에 이르기까지 옥홀이라는 단어나 홀기(笏記)는 물품은 물론이요,  단어조차 사용하고 있는것이 존재하지 않는다.
원래 임금 앞에서 명령을 받거나 물어 볼 것이 있으면 그 위에 써서 기록화하였던 것인데 후세에 의례적으로 되었다. 신라가 당나라 관복을 입은 뒤부터 한말에 이르기까지 관직에 있는 자의 필수품이었다. 1∼4품까지는 상아로 만들었고 5품이하는 나무로 제작하였다.
청백색 옥으로 된 이 홀은 조선 중종 8년(1513)에 최산두에게 하사된 것으로 알려져 있으나 그것은 사실과 다르고 그런기록은 존재하지 않는다.(다만 후일 1820년 조선말기에 최산두의 후손의 집안에서 제작된 기록이 최초로 등장하는데 이는 가문의 족보를 만들면서 작성된 최산두의 기록에서 나온다.)
본래 홀기는  상아나 나무로 만들어져 그 위에 종이를 씌워서 메모식의 기록을 해서 사용하고 의식이 끝난후에는 종이를 벗겨 냈다. 다시 대전에 나갈때는 종이를 씌워서 사용했던것이 신하들이 사용했던 홀기 이다보니 홀기 자체에 글씨를 기록되어 있는것은 대전에 나가 쓰는 홀기가 아니고 제사나 시제등에 순서등을 기록하는  홀기(笏記)일 가능성이 더 높다.
이 옥홀 에는  ‘일인유경보명유신(一人有慶寶命維新)’이란 글이 음각되어 있는데
이글은 선조37년 10 월 17일에 선조의 두번째 왕비인 인목왕후의 존호를 올리는 옥책문에 나오는 첫번째 옥간으로  당시병조참판 신흠이 撰,述 하고 도승지가 해서체로 썼으며 옥장인과 각수(刻手)漆匠, 등  40 명의 장인이 만든 옥책문으로 남양 청옥을 사용하여 길이 9치 폭 1치2푼으로 자르고 상하 중앙을 穿 하여 청동의 편제와 두정(頭釘)하여 만들었다.
이 옥책문은 인목왕후의 2번째 아이를 출산하기 1달을 앞두고  선조가 자신의 대를 이어가는것이 경사스러운 일이라고 하는 일인유경보명유신이라는 글을 지었다.
당시의 옥책문의 첫번째 문장에 " 상언복이"(上言伏以):임금의 말씀을 생각해보면..
"일인유경보명유신 (一人有慶 寶命維新)" :보명(임금의 보배로운 생명)이 새롭게 이어가면(維新) 임금에게(一人)는 기쁜 일이다(有慶)
이렇게 기록되고 이를 남양청옥에 새겨 옥책문을 올렸다는 기록이 존재한다(선조왕조실록 선조 37년10월17일, 선조재존호도감의궤, 서울대 규장각 소재)
그후 광해군 10 년에 인목왕후는 자신의 친정아버지  김제남이 역모로 사사당하고 영창대군이 유배당해 방에서 불을 때서 쪄 죽음을 당한뒤 광해군 1월 30 일에 서궁으로 정명공주와 함께 감금 유배를 당하면서 그동안 받았던 존호와 옥보(玉寶), 옥책(玉冊)등을 모두 거두어 가게되면서  이 옥책문은 보관이 허술해 졌으며 그뒤 인조반정, 이괄의난, 인조의 공주천도,및 남한산성으로 피신등으로 궁이 함락 되면서 유실 되었다.
이즈음에 선조 인조 시대의 수많은 옥책등이 모두 유실되고
인목왕후의  존호 옥책문은 고종때와서 비로서 다시 제작되어 고궁박물관에 존재하고 있다.
최산두는 조선 전기의 문신으로 중종 8년(1513년) 문과에 급제하여, 이조정랑·장령·사인에 올랐으나 중종으로부터 옥홀을 하사받았다는 기록은 그 어디에도 존재하지 않는다.

## 같이 보기
- 최산두

## 선조 재 존호도감의궤
옥홀이 아니고 선조의 두번째 왕비 인목왕후가 두번째 적손(선조 37년 11월에 여아를 사산함)을 낳기 한달전
소성이라는 존호를 받으면서 옥책(玉冊)문중 첫번째 옥간(玉簡)이다.
- 옥홀 - 국가유산청 국가유산포털

1. ↑  최 (20241220). 《선조 재 존호도감의궤》. 다음 글자 무시됨: ‘이름’ (도움말);